# Stipa curticoma
Stipa curticoma är en gräsart som beskrevs av Joyce Winifred Vickery. Stipa curticoma ingår i släktet fjädergrässläktet, och familjen gräs. Inga underarter finns listade i Catalogue of Life.